# Татакоа
Татакоа (Tatacoa) е втората по големина суха зона в Колумбия след полуостров Гуахира. Заема повече от 330 км².
Намира се северно от департамент Уила, на 38 км от град Нейва в Колумбия и на 15 км от Натагаима в Толима.
Пустанията Татакоа е известна като богато находище на вкаменелости и туристическа дестинация. По време на терциера районът е бил по-влажен, с хиляди цветя и дървета, но постепенно изсъхва, за да се превърне в суха зона. Има два отличителни цвята: охра в района на Куско и сиво в района на Лос Ойос.
Татакоа, или Долината на скръбта, както е наречена през 1538 г. от конкистадора Гонсало Хименес де Кесада, не е пустиня, а тропическа суха гора. Името Татакоа, дадено от испанците, произхожда от гърмящите змии в района.

## География
Татакоа обхваща 330 квадратни километра около град Виявиеха. Районът е силно ерозиран и пресечен от сухи каньони върху глинени повърхности, създавайки лабиринтни дерета в пейзажа, които могат да достигнат 20 метра дълбочина.

## Флора и фауна
Валежите са сравнително малко и животните и растенията са адаптирани към условията на ниска влажност и високи температури. Растенията в този район са адаптирани към климатичните условия чрез развитието на хоризонтални корени до 30 метра и вертикални корени до 15 метра дълбочина, които улесняват достъпа до вода. Дивата природа включва костенурки, гризачи, змии, паяци, скорпиони, орли, алигатори и диви котки, както и кактуси, достигащи между четири и пет метра височина.

## Туризъм
В допълнение към географията атмосферните условия на Татакоа са идеални за астрономия. В пустинята има малко замърсяване или шум, което привлича туристи, които остават там, за да се насладят на пейзажа и спокойствието.